# Lago di Nemi
Il lago di Nemi è un piccolo lago vulcanico, più in alto di 25 metri rispetto al lago Albano, sui Colli Albani nel territorio dei Castelli Romani.

## Aspetti geografici ed ambientali
Si tratta di un lago vulcanico dalle caratteristiche simili a quelle del lago Albano, rispetto al quale è notevolmente più piccolo. Dal punto di vista geologico, fa parte della zona detta complesso vulcanico dei Colli Albani (oppure del Vulcano Laziale ).
Secondo il rapporto di Goletta dei Laghi del 2009, il lago risulta balneabile per la sua interezza ad eccezione della zona antistante il Museo delle Navi.
Rigogliosa è la coltivazione di fragole.
Il lago di Nemi è l'unico lago italiano in cui vive il pesce re, specie sudamericana introdotta per favorire la pesca.

## Aspetti storici
Il lago era un apprezzato luogo di divertimenti e villeggiatura degli antichi romani. Tra l'altro, nelle vicinanze erano situati un bosco e un luogo di culto dedicati alla dea Diana; "Nemi" infatti prende il nome (e lo attribuisce anche al paese che sorge sulle sue sponde) dal Nemus Dianae, bosco sacro dedicato alla dea; l'edificio di età romana a lei dedicato, il tempio di Diana, sorgeva originariamente sulle rive del lago ma ora ne è relativamente distante per la diminuita capienza del bacino. L'emissario, anch'esso di epoca romana, nel suo tratto sotterraneo è lungo 1650 metri, passa sotto Genzano attraversando il recinto craterico del Vulcano Laziale e si riversa incanalato nella Vallericcia.
L'importanza storica di questo luogo è confermata dalla ricchezza archeologica.

### Leggenda del lago di Nemi
Sin dall'antichità il lago di Nemi fu oggetto di una leggenda riguardante due navi favolose di dimensioni gigantesche, costruite in epoca romana, ricche di sfarzo e forse contenenti dei tesori, che sarebbero state sepolte sul fondo del lago per ragioni misteriose. Tale leggenda prese a circolare probabilmente sin dal I secolo d.C., e poi per tutto il Medioevo, accreditata ogni tanto dal ritrovamento occasionale di strani reperti da parte dei pescatori del lago. Queste voci avevano in effetti un fondamento di verità. Le due navi, lunghe 70 metri e larghe più di 25, erano state fatte costruire dall'imperatore Caligola, in onore della dea egizia Iside e della dea locale Diana protettrice della caccia. Frutto di un'ingegneria avanzata e splendidamente decorate, Caligola le utilizzava come palazzi galleggianti in cui abitare o sostare sul lago, o con cui simulare battaglie navali. Ma in seguito alla sua morte avvenuta nel 41 d.C., il Senato di Roma (di cui l'imperatore era stato acerrimo avversario politico) per cancellarne il ricordo fece distruggere tutte le opere di Caligola, tra cui anche le navi di Nemi che furono affondate sul fondo del lago. Da allora la storia delle navi, unita al ricordo della loro magnificenza, fece presto a diventare leggenda.

### Scoperta delle antiche navi romane

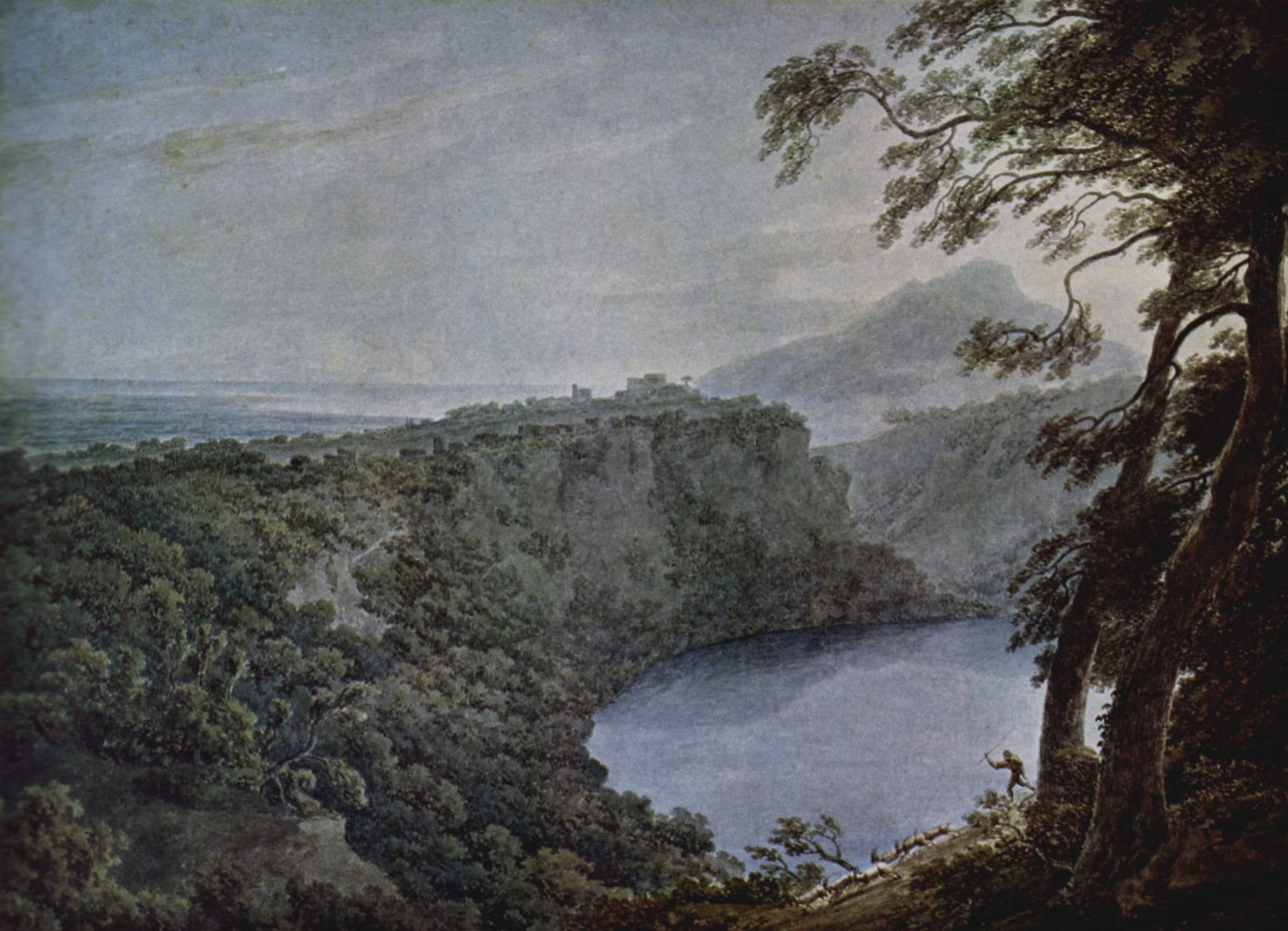
John Robert Cozens, Il lago di Nemi, matita e acquarello, ca. 1777.

Il primo a raccogliere le voci sulle Navi di Nemi fu, attorno alla metà del XV secolo, il Cardinale Prospero Colonna, il quale affidò a Leon Battista Alberti il compito del recupero. Il tentativo fu effettuato con l'ausilio di una grande zattera e l'intervento di nuotatori genovesi. Furono recuperate alcune fistole di piombo che permisero una datazione più precisa dell'epoca di costruzione delle navi.
Quasi un secolo dopo, il 15 luglio 1535, il bolognese Francesco De Marchi fece un tentativo avvalendosi di una specie di campana. Fu riportato in superficie "tanto legname da caricarne due muli". Nel 1827, a opera del Cavalier Annesio Fusconi, si riprende l'esplorazione del fondo del lago con una campana di Halley.
Vengono recuperate pezzi di pavimento in porfido e serpentino, smalti, mosaici, frammenti di colonne metalliche, chiodi, laterizi e tubi di terracotta. Il 3 ottobre 1895 un provetto palombaro individua una delle navi e recupera una bellissima testa di leone in bronzo.
A condurre l'operazione è l'antiquario Eliseo Borghi autorizzato dai Principi Orsini. Su indicazione dei pescatori, il 18 novembre, viene localizzata anche la seconda nave che fornisce altro abbondante materiale. La presenza dei reperti testimonia dell'adibizione del lago a sede di riti sacri e battaglie navali simulate.()

Il lago abbassato nel 1929

Il recupero delle navi vere e proprie, avvenuto per volere del Governo fascista e del Ministro della pubblica istruzione Pietro Fedele, fu un'opera mastodontica che richiese, in un tempo di quasi 5 anni (ovvero dall'ottobre del 1928 all'ottobre del 1932), l'abbassamento del livello del lago per mezzo di idrovore. Dopo quell'intervento, anche dopo il successivo riempimento del lago il livello dell'acqua non tornò mai più ad essere quello originario.
L'impresa di recupero fu resa possibile dall'Ing. Guido Ucelli che fece sì che le idrovore necessarie fossero fornite dalla società Riva Calzoni di Milano e, in tale occasione, fu insignito del titolo 'di Nemi'.
Per fare defluire le acque aspirate dalle idrovore fu utilizzato un preesistente emissario artificiale, risalente all'epoca romana, restaurato proprio in occasione del recupero delle navi.

### Incendio che distrusse le navi

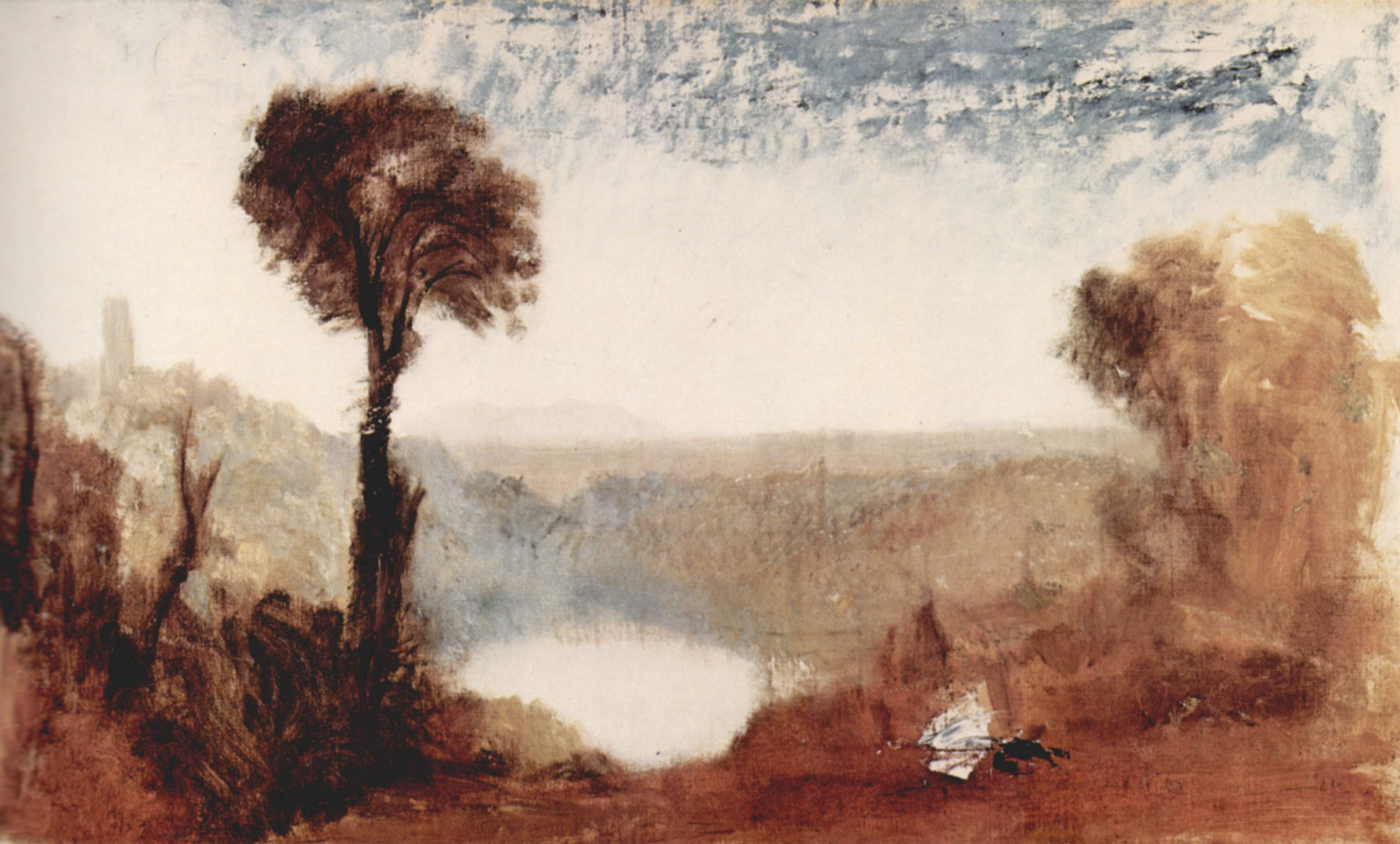
William Turner, Il lago di Nemi, olio su tela, ca. 1828.

Un incendio scoppiato la notte dal 31 maggio e durato fino al 1º giugno del 1944 distrusse le due navi e gran parte dei reperti che erano custoditi con esse. L'incendio di origine quasi certamente dolosa fu ad opera, si disse subito, dei tedeschi che avevano piazzato una batteria di cannoni a 150 metri circa dal museo che conteneva le navi. Venne istituita una commissione d'inchiesta composta da autorevoli esperti italiani ed esteri che giunse alla conclusione, di seguito riportata, tratta da un brano del libro indicato in calce:
Una commissione appositamente creata e costituita dallo stesso Aurigemma, da G. Giovannoni, ordinario di Architettura alla facoltà d'ingegneria di Roma, R. Paribeni, direttore generale delle Antichità e Belle Arti, B. Nogara, direttore generale dei Musei Pontifici, E. Sjoqvist, direttore della Scuola Svedese a Roma, E. P. Galeazzi, architetto dei SS. Palazzi Apostolici, V. Magnotti, comandante dei Corpo dei Vigili a Roma, S. Fuscaldi, del Servizio Tecnico di Artiglieria di Roma, G. Brown, addetto al Comando dei Vigili dei Fuoco di Roma, giunse alla conclusione che con ogni verosimiglianza l'incendio che distrusse le due navi fu causato da un atto di volontà da parte dei soldati germanici che si trovavano nel Museo la sera dei 31 maggio 1944 ...»
(Giuseppina Ghini, Museo delle Navi Romane- Santuario di Diana - Nemi, Ministero per i beni culturali e ambientali, Istituto Poligrafico e Zecca dello Stato, Roma 1992, pp.3, 5.)
Il termine "verosimiglianza", piuttosto vago, destò molte perplessità che portarono ad un supplemento d'inchiesta che non aggiunse nulla di nuovo. Molti giornali si interessarono all'argomento,, tra i quali il "Cantachiaro" e il "Brancaleone" che iniziarono una violenta campagna scandalistica mettendo in dubbio le conclusioni della commissione. Anche la “Civiltà Cattolica”, molto più pacatamente, si inserì nella polemica.

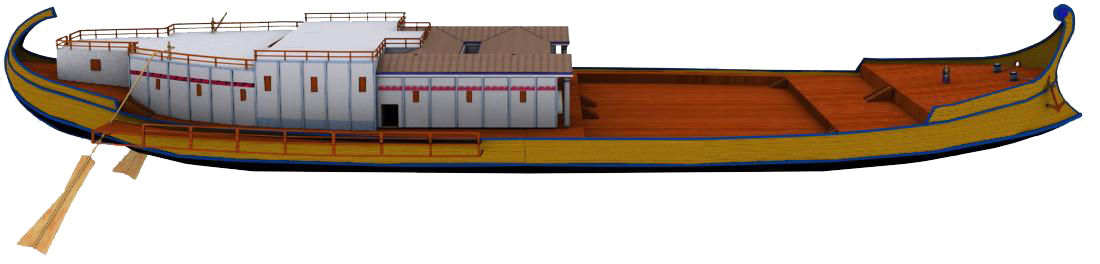
Ipotesi ricostruttiva della nave A, secondo vari studi.

Recentemente un giornale locale, "Omnia" ha trattato di nuovo l'argomento in varie puntate prospettando una conclusione sufficientemente verosimile.
Un'altra teoria è che l'incendio sia stato causato non dai tedeschi ma da persone senza scrupoli al fine di recuperarne il piombo fuso a causa dell'incendio e poi rivenderlo visto l'alto valore - in tempo di guerra - del metallo.